# Kim Ki-young
Pour les articles homonymes, voir Kim.
Kim Ki-young est un scénariste et réalisateur sud-coréen né à Séoul le 10 octobre 1919 et décédé avec son épouse, au cours d'un incendie, le 5 février 1998, dans sa ville natale.

## Biographie
Kim Ki-young entre en 1946 à l'École de dentisterie de Kyungsung, où il rencontre sa future épouse, Kim Yu-bong. Celle-ci financera, par ailleurs, la plupart de ses films. Il abandonne ensuite sa carrière médicale et participe à des projets théâtraux. Ses premières réalisations cinématographiques dénotent une influence néo-réaliste. Son neuvième film, La Servante (1960) témoigne d'une nouvelle orientation confirmée dans ses réalisations ultérieures.

## Commentaire
Auteur de plus d'une trentaine de films en quarante ans de carrière (de 1955 à 1995), Kim Ki-young demeure très peu connu en Europe. Son œuvre est pourtant révérée par les jeunes générations de cinéastes sud-coréens. En France, la Cinémathèque française lui a consacré une rétrospective du 29 novembre au 24 décembre 2006. La Servante (Hanyo), « mélodrame paroxystique et cruel qui met en scène la vampirisation d'une famille ordinaire par une jeune femme diabolique », a fait l'objet d'une reprise en 2010, réalisée par Im Sang-soo.

## Filmographie principale
- 1955 : La Province de Yangsan (Yangsan do)
- 1960 : La Servante (Hanyo)
- 1963 : Les Funérailles à la Koryo (Goryeo jang)
- 1964 : Asphalt
- 1969 : Renui aega
- 1971 : La Femme de feu (Hwanyeo)
- 1972 : La Femme-insecte (Chungyo)
- 1974 : Transgression (Pagye)
- 1976 : L'Amour des liens du sang (Hyeolyukae)
- 1977 : Iodo (en)
- 1982 : La Femme de feu 82 (Hwanyeo'82)
- 1984 : Carnivore (Babo sanyan)